# بشنداس

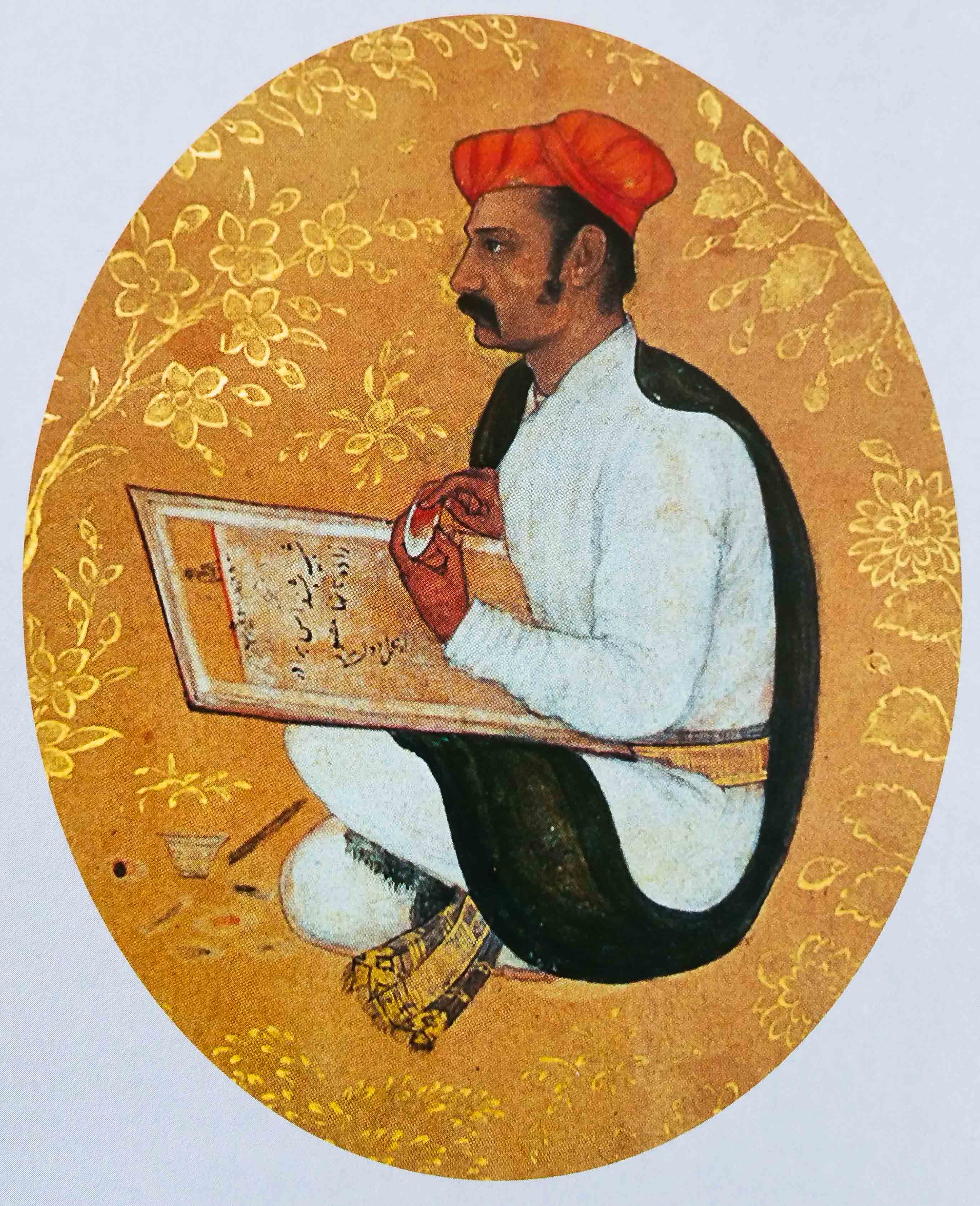
تصویری از بشنداس، که حدود سال ۱۶۱۰ میلادی توسط دولت کشیده شده در کتابخانهٔ کاخ گلستان در تهران نگهداری می‌شود.

بِشَنْداس با نام اصلی ویشنوداس، نقاش نقاش گورکانی پیرو هندو و یکی از ماهرترین صورتگران مکتب مغولی هند در نیمه نخست قرن یازدهم بود. او نقاشی را از دربار اکبرشاه پادشاه گورکانی هند آغاز کرد و در زمان سلطنت جهانگیرشاه چهارمین پادشاه سلسله گورکانیان هند، به دستور وی به همراه هیاتی تحت سرپرستی خان عالم سفیر هندوستان، به ایران اعزام شد تا از شاه عباس کبیر و بزرگان دربار او تصاویری تهیه کند. تصاویر بشنداس از شاه عباس، خانواده و دربارش رضایت جهانگیر را جلب کرد و یک فیل و هدایای دیگر به وی پاداش داد و در خاطراتش به این سفر بشنداس و شبیه‌هایی که او از شاه و ارکان دولت او کشیده بود اشاره کرد. بهترین تصاویر برجای مانده از شاه عباس، همان‌هایی است که بشنداس صورتگری کرده است. جهانگیر شاه که از حاصل کار بشنداس رضایت داشت، پس از بازگشتش، یک فیل به او هدیه کرد و بی‌رقیب بودن او درکشیدن پرتره را ستود.

## ویژگی‌ها
او استاد پرتره بود. سبک بیشانداس از بازتولید دقیق کوچک‌ترین ظرافت‌های ظاهری در کار او متمایز می‌شود؛ به تصویر کشیدن واقع گرایانهٔ شخصیت‌ها تا با ژست‌ها و ویژگی‌های دقیق صورت. او در این مورد با نقاشان پرتره پیش از خود، که ویژگی‌های صورت را بیشتر به صورت شماتیک بازتولید می‌کردند متفاوت است. او اغلب پرتره‌های افرادی را که می‌کشد، به‌صورت گروهی جمع‌آوری می‌کند، که این ویژگی در آثار بعدی او به میزان فزاینده‌ای قابل تشخیص است. مینیاتور «تولد یک شاهزاده» (۱۶۲۰) تصویری از زندگی‌نامه جهانگیرنامهٔ جهانگیر است.

## نگارخانه

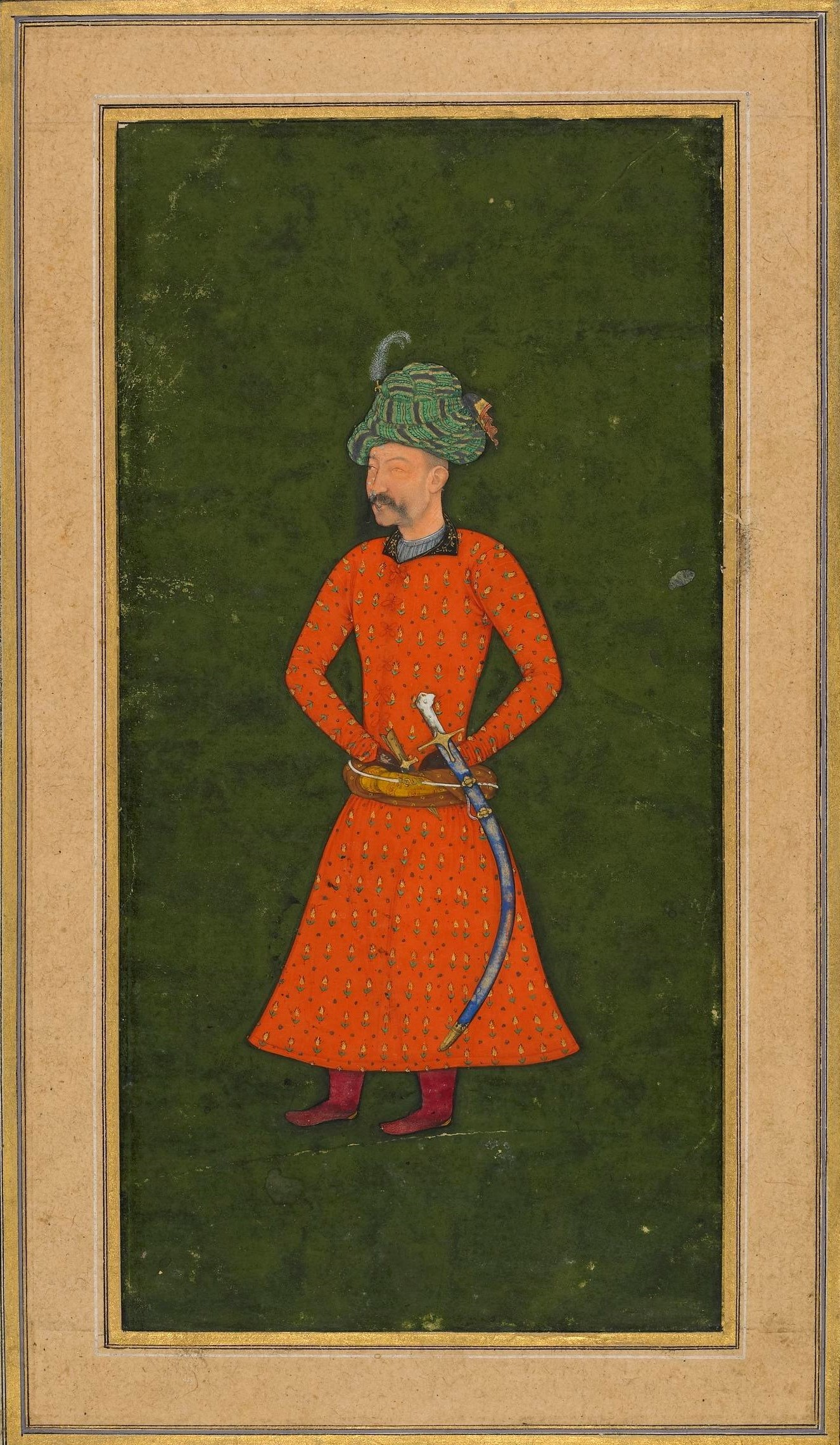
شاه عباس صفوی، موزه بریتانیا
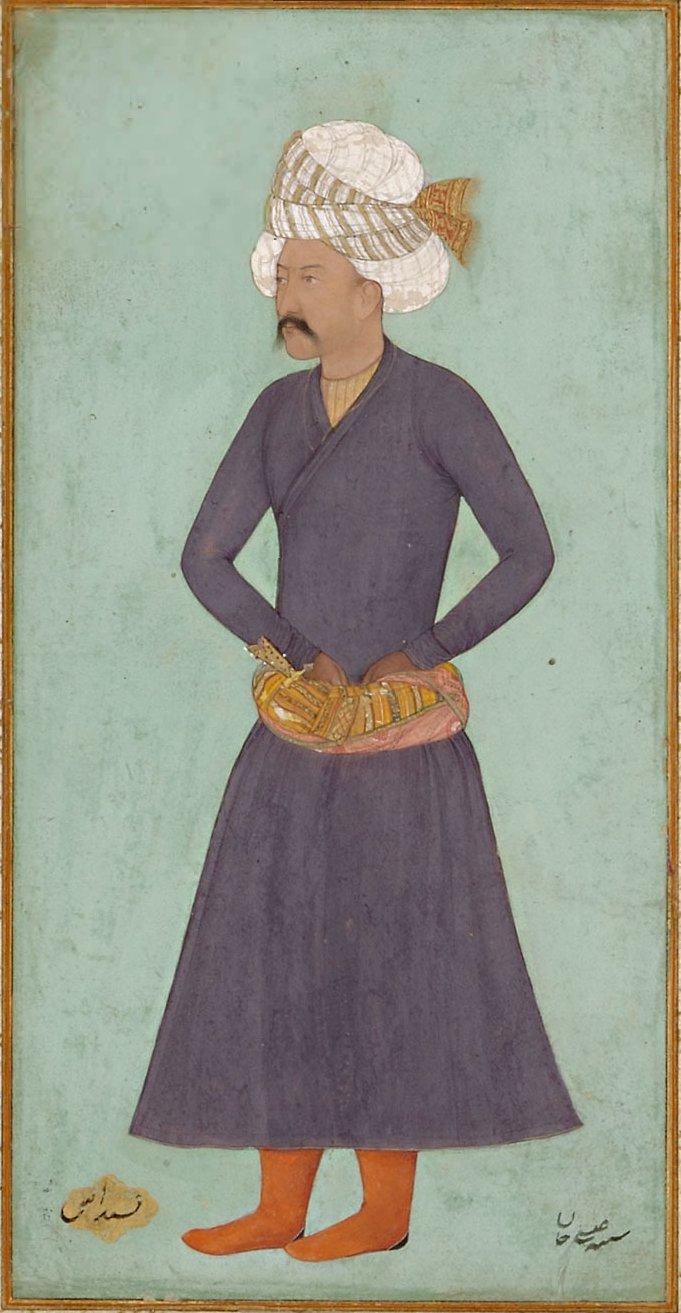
عیسی خان، قورچی‌باشی شاه عباس، موزه آقاخان
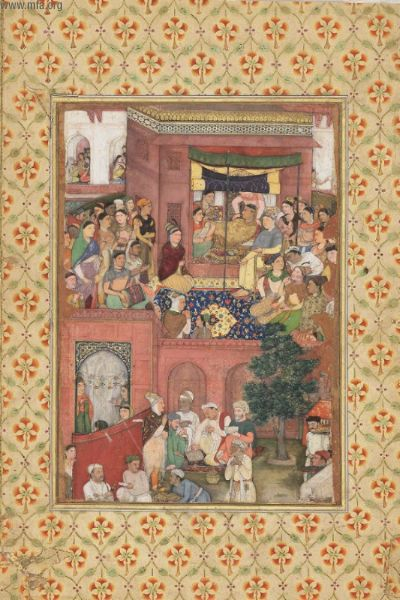
تولد یک شاهزاده: مینیاتور حدود ۱۶۲۰ میلادی. شاهزاده احتمالاً خود جهانگیر است، زیرا مینیاتور از زندگینامهٔ او «جهانگیر نامه» آمده است.
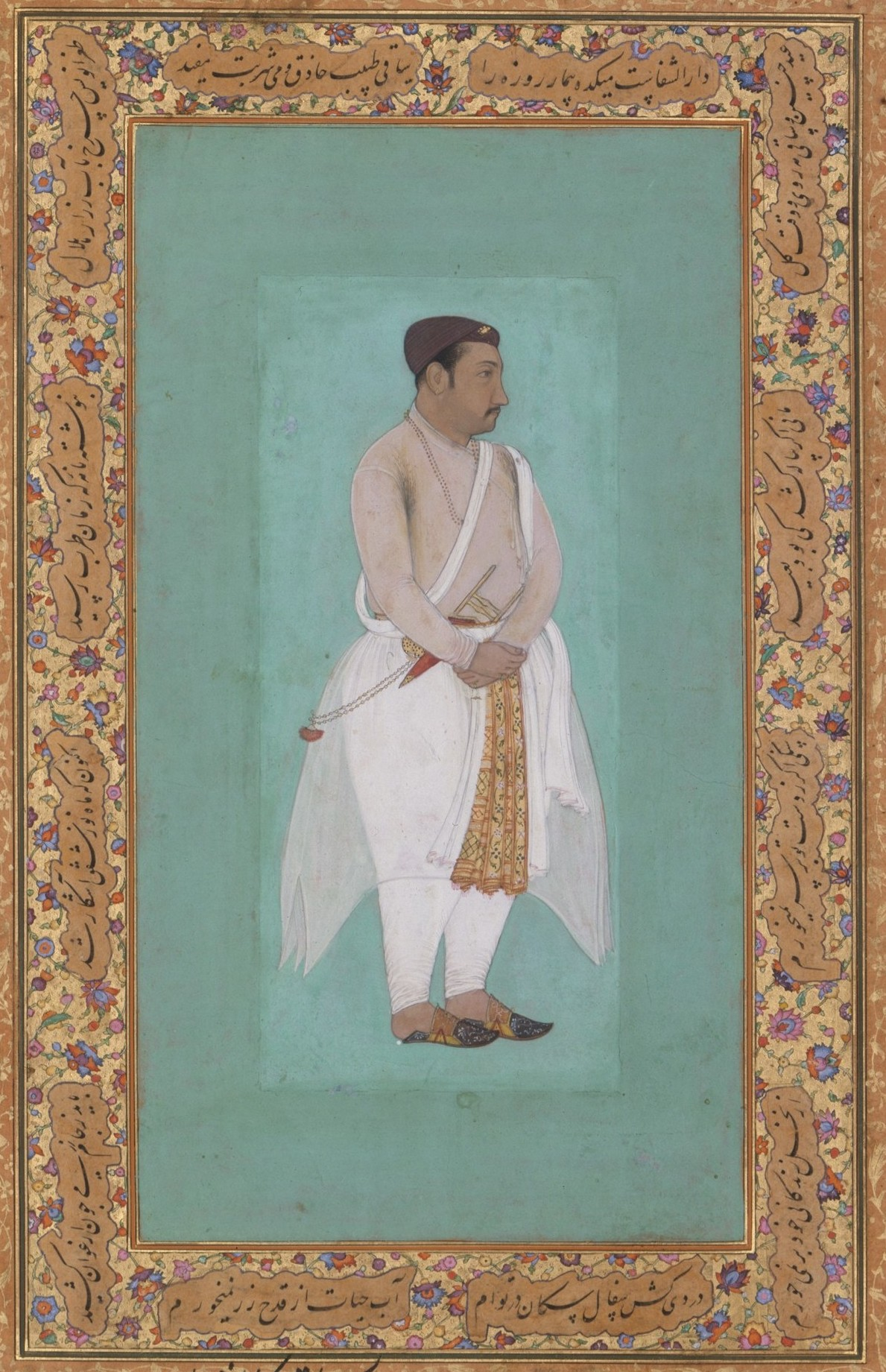
پرتره از راجا سور سینگ اهل جودپور،  برادر خانم جهانگیر.
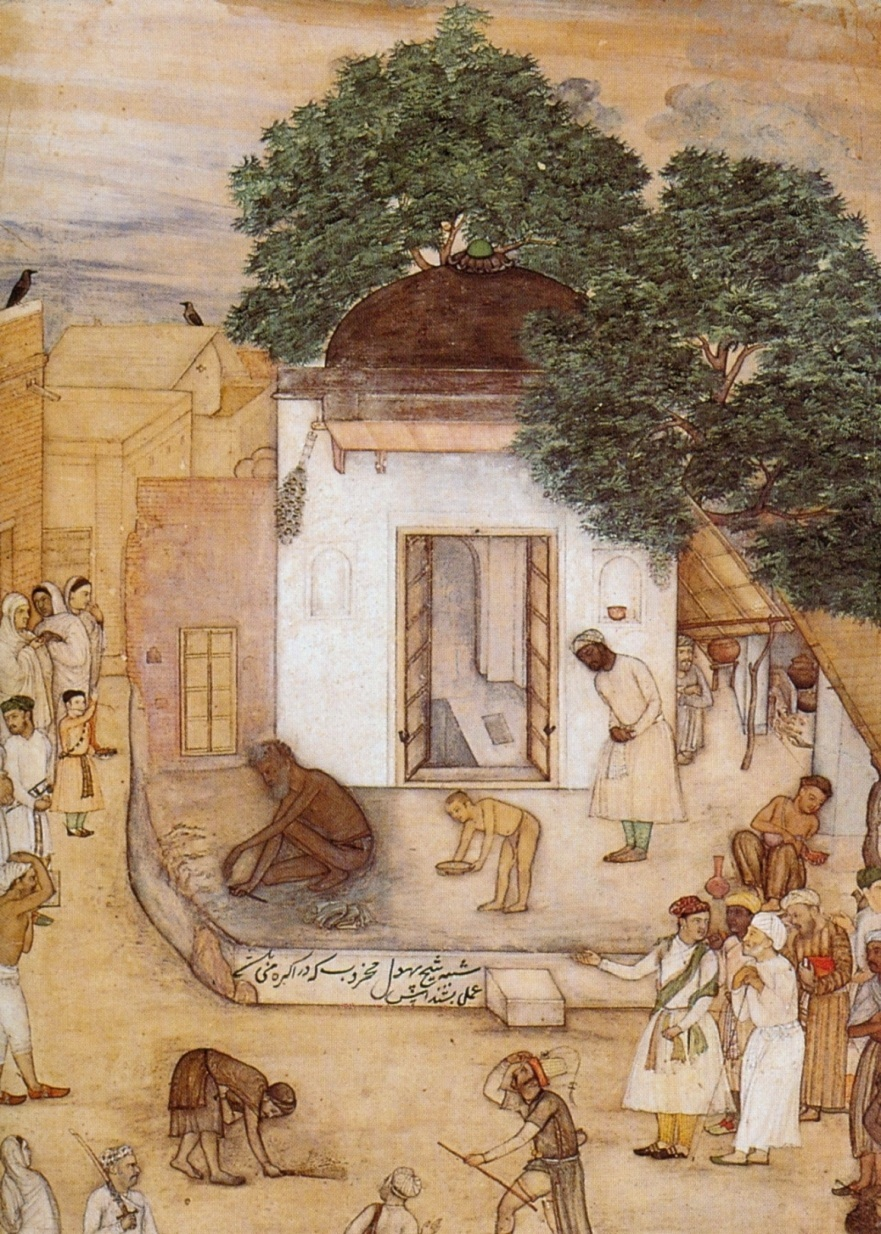
شیخ پهول در آرامگاهش، ح. ۱۶۱۰
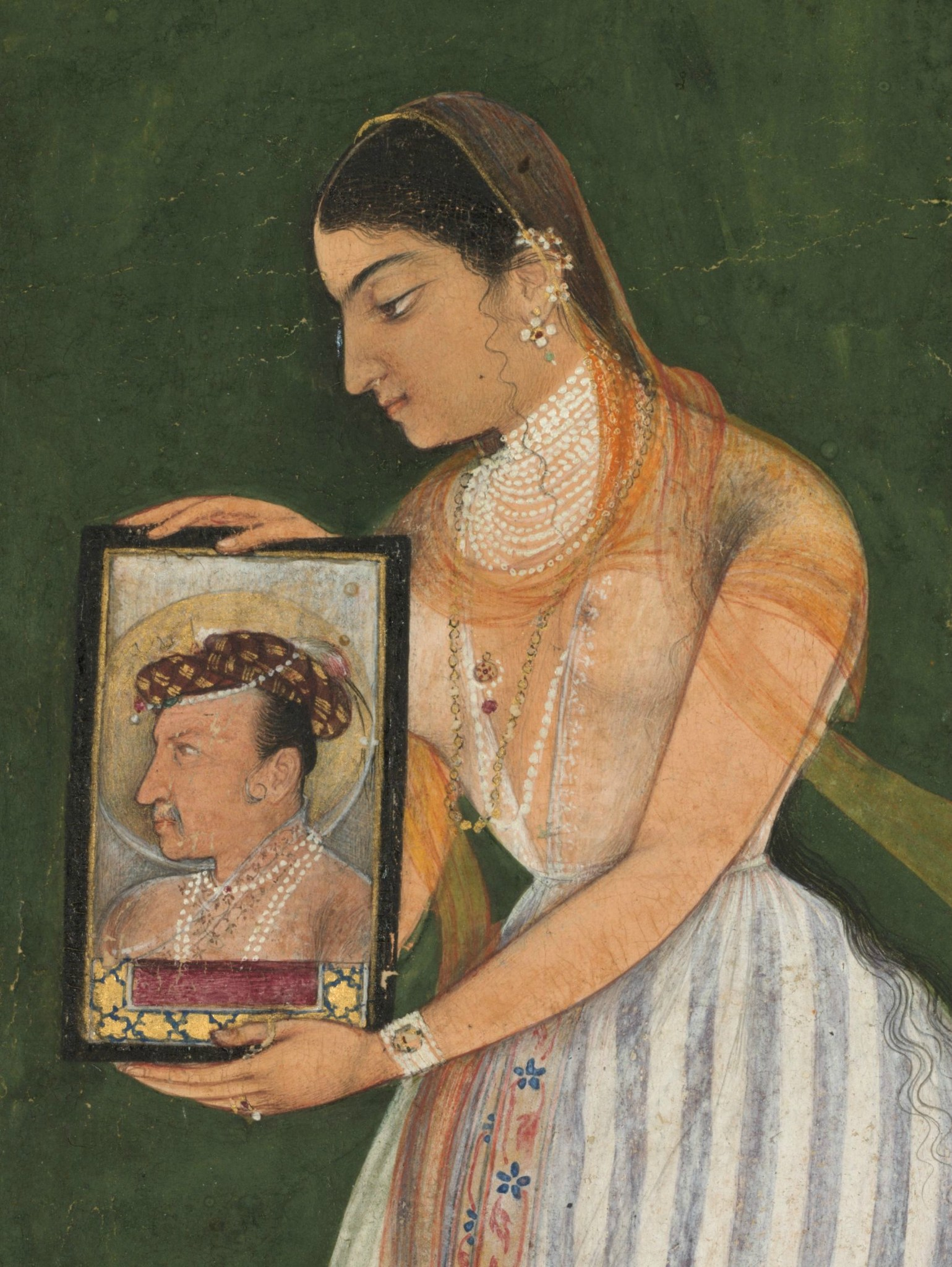
نورجهان که نگاره‌ای از شوهرش، جهانگیر شاه، را در دست دارد. ح. ۱۶۲۷ (جزئیات)
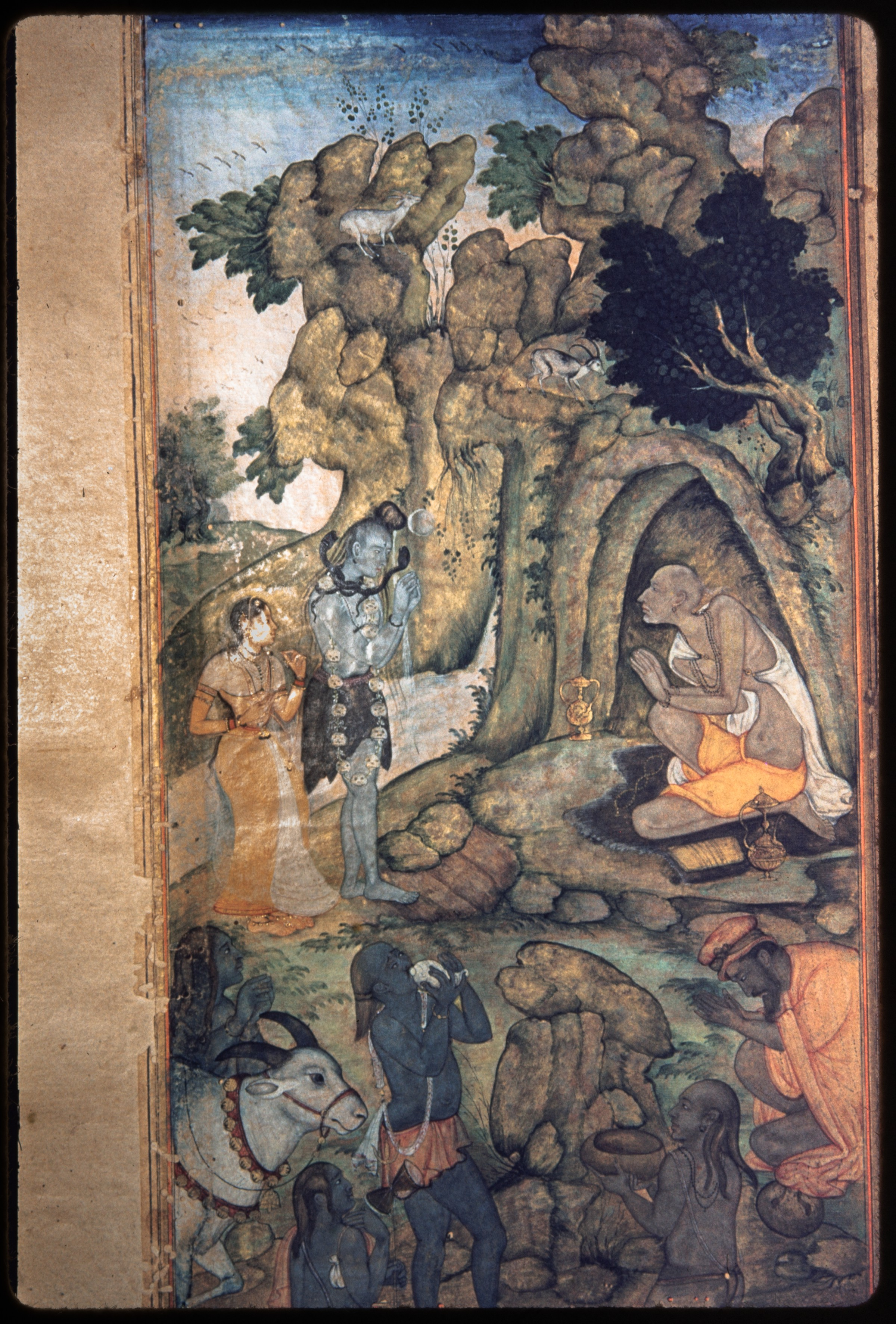
واسیستها به شیوا و پارواتی ادای احترام می‌کند، ح. ۱۶۰۲